# کوجیما موتوشیگه
کوجیما موتوشیگه (به ژاپنی: 小島 職鎮 Kojima Motoshige)؛ سامورایی اهل ژاپن در دوره سنگوکو بود که به خاندان اوئه‌سوگی خدمت می‌کرد.